# Воронков, Андрей Николаевич
Андре́й Никола́евич Воронко́в (бел. Андрэй Мікалаевіч Варанкоў; род. 8 февраля 1989, Мозырь, Гомельская область) — белорусский футболист, нападающий.

## Клубная карьера
Воспитанник мозырской СДЮШОР. Первый тренер — Леонид Нейтман. В 2005 году выступал за дублирующий состав мозырской «Славии» (12 матчей, 3 гола).
В 2007 году перешёл в киевское «Динамо». В основном играл в «Динамо-2» в Первой лиге, также в первенстве дублирующих составов (16 матчей, 7 мячей). 10 июля 2007 года стал обладателем Суперкубка Украины.
Первую половину сезона 2009/10 провёл в клубе-новичке Премьер-лиги «Оболони» (дебютировал в Премьер-лиге), вторую половину и весь сезон 2010/11 — в криворожском «Кривбассе». После молодёжного чемпионата Европы 2011 продлил контракт с «Динамо» до июня 2013 года и был отдан в аренду львовским «Карпатам» до конца 2011 года. Забил свой дебютный гол в еврокубках 28 июля в матче 3-го квалификационного раунда Лиги Европы 2011/12 против клуба «Сент-Патрикс Атлетик».
23 марта 2012 года подписал четырёхмесячное арендное соглашение с «Неманом». После был на просмотре в «Амкаре». C 31 августа и до конца 2012 года находился в аренде в запорожском «Металлурге». До июня 2013 года (до истечения срока контракта с «Динамо» и обретения статуса свободного агента) выступал за фарм-клуб «Динамо-2» в Первой лиге, где и начинал.
9 сентября 2014 года в статусе свободного агента перешёл в родной клуб «Славия-Мозырь», играющий в Первой лиге, до конца сезона. В первой половине сезона 2016 чаще всего выходил на замену, а после ухода из команды Дениса Лаптева стал основным нападающим.
В январе 2017 года перешёл в «Городею». В составе команды стал одним из основных нападающих. В июле 2018 года по соглашению сторон покинул клуб.
В декабре 2018 года присоединился к брунейскому клубу ДПММ, который на тот момент выступал в чемпионате Сингапура. В сезоне 2019 привёл свою команду к чемпионству, а сам с двадцатью одним голом стал лучшим бомбардиром лиги. В ноябре 2019 года продлил контракт с ДПММ. В декабре 2023 года футболист покинул клуб.

## Карьера в сборной
Выступал за юношескую сборную Беларуси — в её составе победитель мемориала Гранаткина 2007.
Бронзовый призёр молодёжного чемпионата Европы 2011 в Дании. На турнире забил 2 мяча (в ворота исландцев с пенальти и испанцев). Участник Олимпийских игр 2012 в Лондоне. На турнире забил 1 мяч в ворота египтян.
13 октября 2007 года дебютировал в сборной Беларуси в рамках отборочного турнира чемпионата Европы 2008 в матче против Люксембурга в Гомеле (0:1).

## Достижения
«Динамо» (Киев)
- Обладатель Суперкубка Украины: 2007

«Бруней ДПММ»
- Чемпион Сингапура: 2019
- Лучший бомбардир чемпионата Сингапура: 2019 (21 гол)

Молодёжная сборная Беларуси
- Бронзовый призёр молодёжного чемпионата Европы: 2011

## Статистика
| Сезон   | Клуб            | Лига         | Чемпионат | Чемпионат | Кубок | Кубок | Дубль | Дубль | Еврокубки | Еврокубки |
| Сезон   | Клуб            | Лига         | Игры      | Голы      | Игры  | Голы  | Игры  | Голы  | Игры      | Голы      |
| ------- | --------------- | ------------ | --------- | --------- | ----- | ----- | ----- | ----- | --------- | --------- |
| 2006/07 | Динамо-2        | Первая лига  | 13        | 1         | —     | —     | —     | —     | —         | —         |
| 2006/07 | Динамо (Киев)   | Высшая лига  | 0         | 0         | 0     | 0     | 5     | 2     | 0         | 0         |
| 2007/08 | Динамо-2        | Первая лига  | 28        | 4         | —     | —     | —     | —     | —         | —         |
| 2007/08 | Динамо (Киев)   | Высшая лига  | 0         | 0         | 0     | 0     | 11    | 5     | 0         | 0         |
| 2008/09 | Динамо-2        | Первая лига  | 24        | 5         | —     | —     | —     | —     | —         | —         |
| 2009/10 | Оболонь         | Премьер-лига | 14        | 5         | 1     | 0     | 0     | 0     | —         | —         |
| 2009/10 | Кривбасс        | Премьер-лига | 13        | 5         | 0     | 0     | 0     | 0     | —         | —         |
| 2010/11 | Кривбасс        | Премьер-лига | 21        | 6         | 1     | 0     | 0     | 0     | —         | —         |
| 2011/12 | Карпаты         | Премьер-лига | 5         | 0         | 1     | 0     | 0     | 0     | 3         | 1         |
| 2012    | Неман           | Высшая лига  | 12        | 2         | 1     | 0     | 0     | 0     | 0         | 0         |
| 2012/13 | Металлург       | Премьер-лига | 9         | 0         | 0     | 0     | 0     | 0     | 0         | 0         |
| 2012/13 | Динамо-2        | Первая лига  | 4         | 3         | —     | —     | —     | —     | —         | —         |
| 2014    | Славия (Мозырь) | Первая лига  | 11        | 6         | 0     | 0     | —     | —     | —         | —         |
| 2015    | Славия (Мозырь) | Высшая лига  | 22        | 3         | 2     | 2     | 0     | 0     | —         | —         |
| 2016    | Славия (Мозырь) | Высшая лига  | 26        | 4         | 2     | 0     | 0     | 0     | —         | —         |
| 2017    | Городея         | Высшая лига  | 26        | 4         | 0     | 0     | 0     | 0     | —         | —         |
| 2018    | Городея         | Высшая лига  | 11        | 0         | 0     | 0     | 0     | 0     | —         | —         |
| 2019    | ДПММ            | Высшая лига  | 22        | 21        | 6     | 4     | 0     | 0     | —         | —         |
| 2020    | ДПММ            | Высшая лига  | 1         | 1         | 0     | 0     | 0     | 0     | —         | —         |